# Kung Fu Fighting
"Kung Fu Fighting" es una canción escrita, compuesta e interpretada por Carl Douglas. Fue lanzada como sencillo en 1974, en la cúspide de las películas de artes marciales y finalmente subió hasta la cima de las listas británica y estadounidense, además de lograr el número uno en la lista Soul Singles. Recibió una certificación de oro de la RIAA en 1974 y popularizó la música disco. Vendió once millones de copias en todo el mundo, haciéndolo uno de los sencillos más vendidos de todos los tiempos. La canción utiliza el ostinato oriental o riff por excelencia, un pequeño extracto musical que es usado como referencia a la cultura china.
"Kung Fu Fighting" alcanzó el número 100 en VH1 One-hit wonder, y número 1 en el Top 10 One Hit Wonders del Canal 4 de Reino Unido en el año 2000, en la encuesta 50 One Hit Wonders del mismo Canal 4, en 2006 y Bring Back... the one-hit Wonders, para la que Carl Douglas tocó la canción en vivo.

## Producción y publicación
La canción fue originalmente concebida para ser la cara B de I Want to Give You My Everything (escrito por el compositor de Brooklyn Larry Weiss, e interpretada por Carl Douglas). El productor (Biddu) había contratado a Douglas originalmente para cantar I Want to Give You My Everything, pero necesitaba algo que grabar en la cara B, preguntó a Douglas si tenía alguna canción que pudieran utilizar. Douglas mostró varias entre las cuales Biddu escogió aquella que acabaría llamándose Kung Fu Fighting y creó una melodía para ella sin tomárselo muy en serio.
Tras haber empleado más de dos horas grabando la cara A y tras hacer una pausa, "Kung Fu Fighting" fue grabado de forma rápida en los últimos diez minutos de tiempo del estudio, en sólo dos tomas, ya que tenían la restricción de 3 horas de tiempo. Según Biddu, "Kung Fu Fighting solo era una cara B así que exageró con los 'huhs' y el 'hahs' y los efectos. Era una cara B: ¿quién iba a escucharla?" Después de oír ambas canciones, Robin Blanchflower de Pye Records insistió en que Kung Fu Fighting fuese la cara A.
Tras su publicación, la canción no fue emitida en ninguna cadena de música durante las primeras cinco semanas y vendió muy poco, pero la canción empezó obtener popularidad en clubes, finalmente entrando en la lista de Singles en Reino Unido en el número 42, el 17 de agosto de 1974 y logrando llegar a la cima el 21 de septiembre, tras lo que permanecería en ella por tres semanas. Fue entonces publicada en los Estados Unidos, donde fue igualmente exitosa, llegando a lo más alto de la lista Hot 100. El sencillo finalmente vendería once millones de discos en todo el mundo.

## Pistas
1. "Kung Fu Fighting" (3:15)
2. "Gamblin' Man" (3:03)

## Versión deBus Stop
El grupo británico Bus Stop alcanzó el número ocho en la lista de sencillos del Reino Unido con remix de 1998 de "Kung Fu Fighting", que muestrearon las voces originales de Carl Douglas y agregaron versos de rap. En Australia, el sencillo recibió una certificación de oro de la ARIA.

## Otras versiones
- La canción fue muy popular en Jamaica y hubo varias versiones hechas por artistas de reggae, incluyendo a Lloyd Parques, The Maroons, The Cimarons y Pluto Shervington.[12]
- En 1975, el dúo de rock cómico Flo & Eddie (anteriormente The Turtles, así como vocalistas con Frank Zappa) grabaron una parodia llamada "The Kung Fu Killer" en su álbum Illegal, Immoral and Fattening.
- La cantante brasileña Fernanda Abreu hizo la canción como un extra que solo aparecía en el CD de 1990 del álbum SLA Radical Dance Disco Club.
- Robyn Hitchcock también realizó una versión para el álbum Alvin Lives (in Leeds) de 1990.
- Peaches hizo una versión para su álbum de 1995, Fancypants Hoodlum.
- Patti Rothberg hizo una versión para la BSO de Beverly Hills Ninja en 1997.
- En 2004, la compañía discográfica Eco Beach publicó un álbum llamado Kung Fu Fighting Remixes (Dub Drenched Soundscapes) que incluía remixes de la canción por 16 diferentes artistas incluyendo a Adrian Sherwood, Dreadzone y Pole.[13]
- Una nueva versión fue realizada por Cee Lo Green y Jack Black para la película animada Kung Fu Panda de 2008. Esta versión fue parcialmente reescrita para evitar el término "chinaman". Para la edición rusa de la película, Mumiy Troll cantaba la canción.
- Una versión de la canción fue realizada por The Vamps para la película animada Kung Fu Panda 3 en 2016. También hubo una versión diferente para esta película realizada por una orquesta con un coro.
- También hay una versión finlandesa de esta canción, cantada por Frederik. La canción está traducida como "Kung-Fu Taistelee".
- Tom Jones y la banda Ruby realizaron una versión para la película Police Story 3: Super Cop de Jackie Chan, reescribiendo parte de la letra para añadir una referencia a Jackie Chan.
- Fun Tomas realizó un remix de esta canción rebautizada como Kung Fu Dancing junto a la voz de Carl Douglas para Mighty Morphin Power Rangers: The Movie.
- Banda Toro realizó versión de Kung fu fighting

## Cultura popular
- La canción aparece como parte de la banda sonora de Shin-chan: Perdidos en la jungla. Además de aparecer en el episodio "Que ordenamos las fotos para el álbum"
- La canción aparecía en un episodio de los años setenta de la serie The Supersizers... en la BBC Two. El episodio fue emitido el 10 de junio de 2008, y presentado Demanda Perkins y Giles Coren sentandos en una sala de estar, mirando el vídeo de "Kung Fu Fighting."[14]
- Esta canción fue cantada por Homer Simpson y tocada por Barney Gumble mientras golpeaban a Waylon Smithers en un recuerdo de Homer de la escuela secundaria, en el episodio Bye Bye Nerdie".
- La versión de Douglas se puede escuchar en los avances de la película Kung Fu Panda de 2008 y otras dos versiones en la secuela de 2016, Kung Fu Panda 3.
- La canción fue utilizada como efecto cómico en el filme de Bollywood, Happy New Year dirigido por Farah Khan y en Ek Ajnabee dirigió por Apoorva Lakhia.
- La canción también fue utilizada en el filme cantonés Shaolin Soccer, dirigido por Stephen Chow, al final de la película.
- La versión de Douglas se escucha en un comercial de 2016 para Scotts cuidado de césped.
- Es el tema principal del Juego Kung Fu Chaos.
- También aparece en la película brasileña Cidade de Deus del año 2002.